# 洛朗·波尔希耶
洛朗·波尔希耶（法語：Laurent Porchier，1968年6月27日—），法国男子赛艇运动员。他曾代表法国参加2000年夏季奥林匹克运动会赛艇比赛，获得男子轻量级四人单桨无舵手金牌。